# Guigneville-sur-Essonne
Guigneville-sur-Essonne é uma comuna francesa na região administrativa da Ilha de França, no departamento de Essonne. Estende-se por uma área de 9.19 km². Em 2010 a comuna tinha 933 habitantes (densidade: 101,5 hab./km²).